# سيدي منصور (صفاقس)
سيدي منصور بلدة ساحليّة تونسية صغيرة تقع على بعد حوالي 14 كم شمال شرق مدينة صفاقس، سمّيت كذلك لاحتضانها ضريح الوليّ الصّالح سيدي منصور الذي يقال أنّه  زنجيّ.
سمّي الطّريق الذي يربطها من صفاقس باسمها وكذلك المسرح الصيفي الموجود على هذا الطريق, والذي يعرف باحتضانه كل سنة في فصل الصيف مهرجان صفاقس الدولي.
تتميز هذه الضاحية بكثافة سكانية عالية ويرجع ذلك لتواجد أحد أشهر أحياء مدينة صفاقس بها وهو حي بورقيبة كما أن عدد المساكن و الشقق الفاخرة ازداد في الٱونة الأخيرة بعد الإذن بإنجاز مشروع تبرورة الذي ادعي انه سيفتح أمام الجهة أفاق ديناميكية رحبة.
شهد هذا المسرح حادثة مأساويّة راح ضحيّتها عدد من شباب صفاقس أثناء حفل ستار أكاديمي.
1. ↑  "المناطق الترابية (العمادات) حسب الولايات والمعتمديات". اطلع عليه بتاريخ 2024-11-30.